# Thalera fasciata
Thalera fasciata là một loài bướm đêm trong họ Geometridae.